# Route nationale 6 (Grèce)
Pour les articles homonymes, voir Route nationale 6.
La route nationale 6 (en grec moderne : Εθνική Οδός 6, Ethníki Odós 6, en abrégé EO6) est une route nationale du nord de la Grèce. 

## Description
L'EO6 s'étend d'est en ouest à travers toute la Thessalie et l'Épire,
La route EO6 part du port d'Igoumenítsa et se termine à Vólos, en passant par les villes de Ioánnina, Métsovo, Tríkala et Larissa. 
Le tronçon entre Métsovo et Vólos fait partie de la route européenne 92.

## Tracé
| Km     | Agglomérations lieux | Carte interactive |
| ------ | -------------------- | ----------------- |
| 0 km   | Igoumenítsa          |                   |
|        | Parapótamos          |                   |
| 83 km  | Ioánnina             |                   |
|        | Métsovo              |                   |
| 129 km | Panagía              |                   |
| 168 km | Kalambáka            |                   |
| 189 km | Tríkala              |                   |
| 248 km | Larissa              |                   |
|        | Velestíno            |                   |
| 354 km | Vólos                |                   |

## Galerie

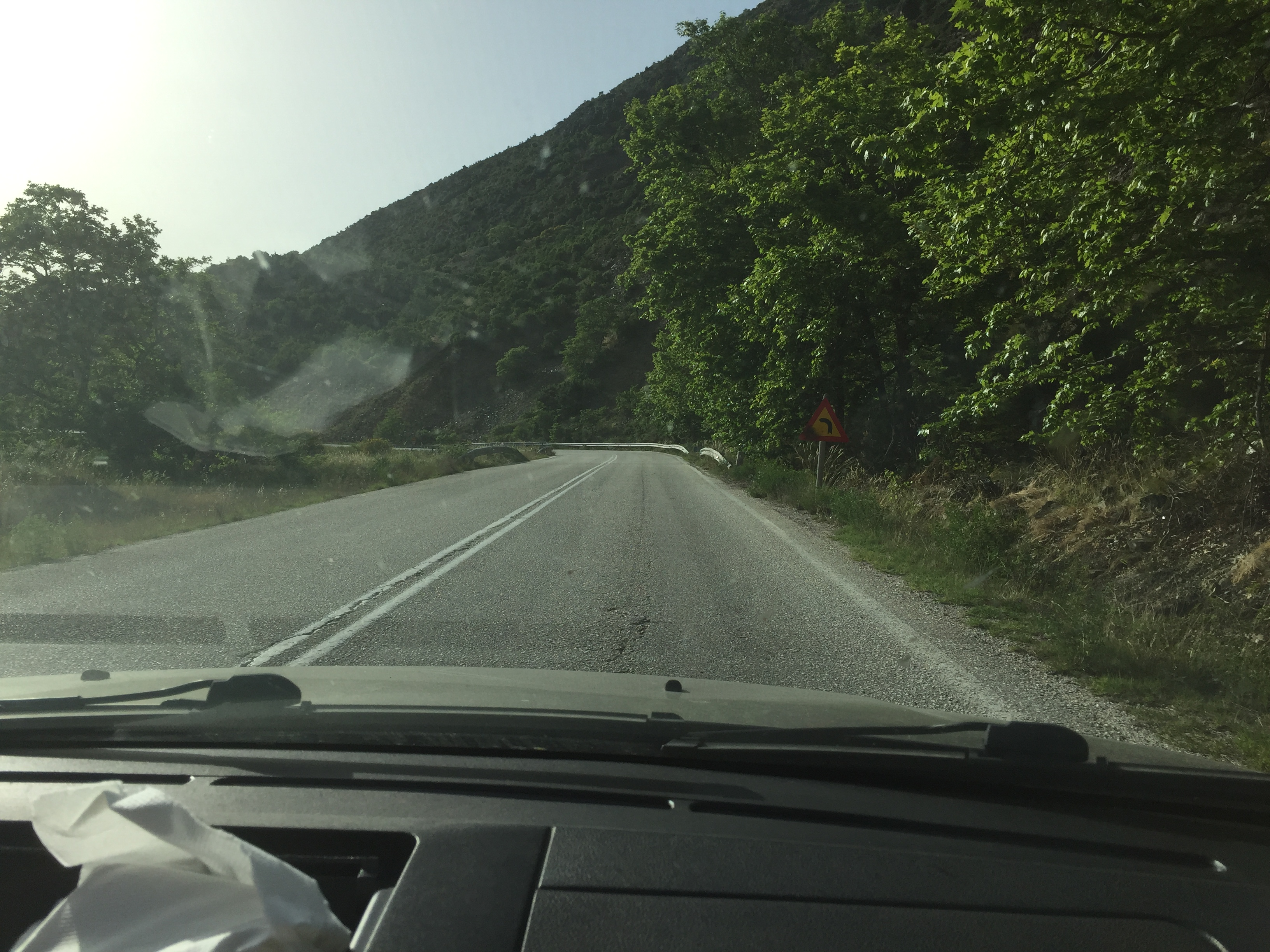
Tronçon de Kalambáka au col de Katára (en).
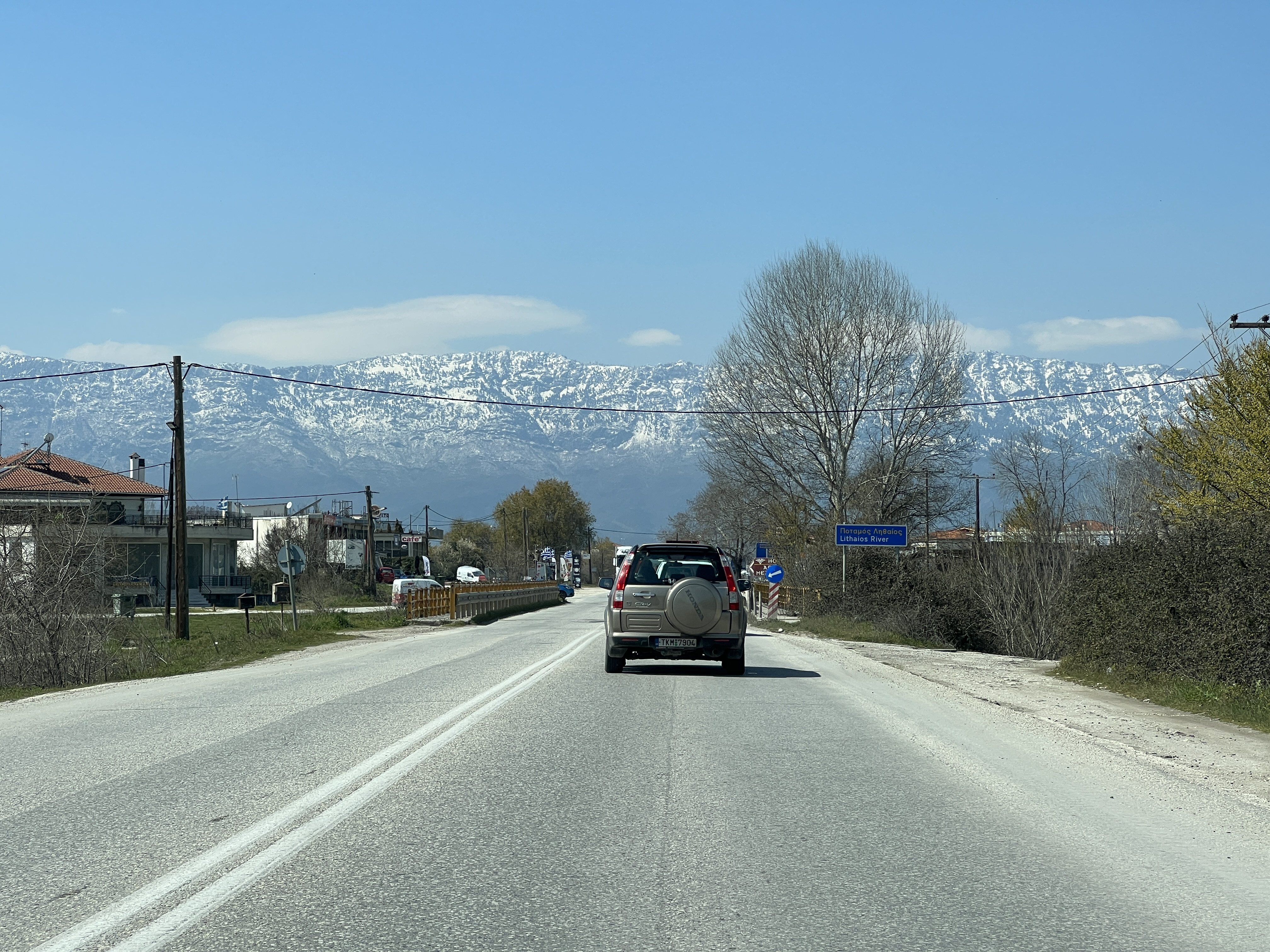
La route à Tríkala.
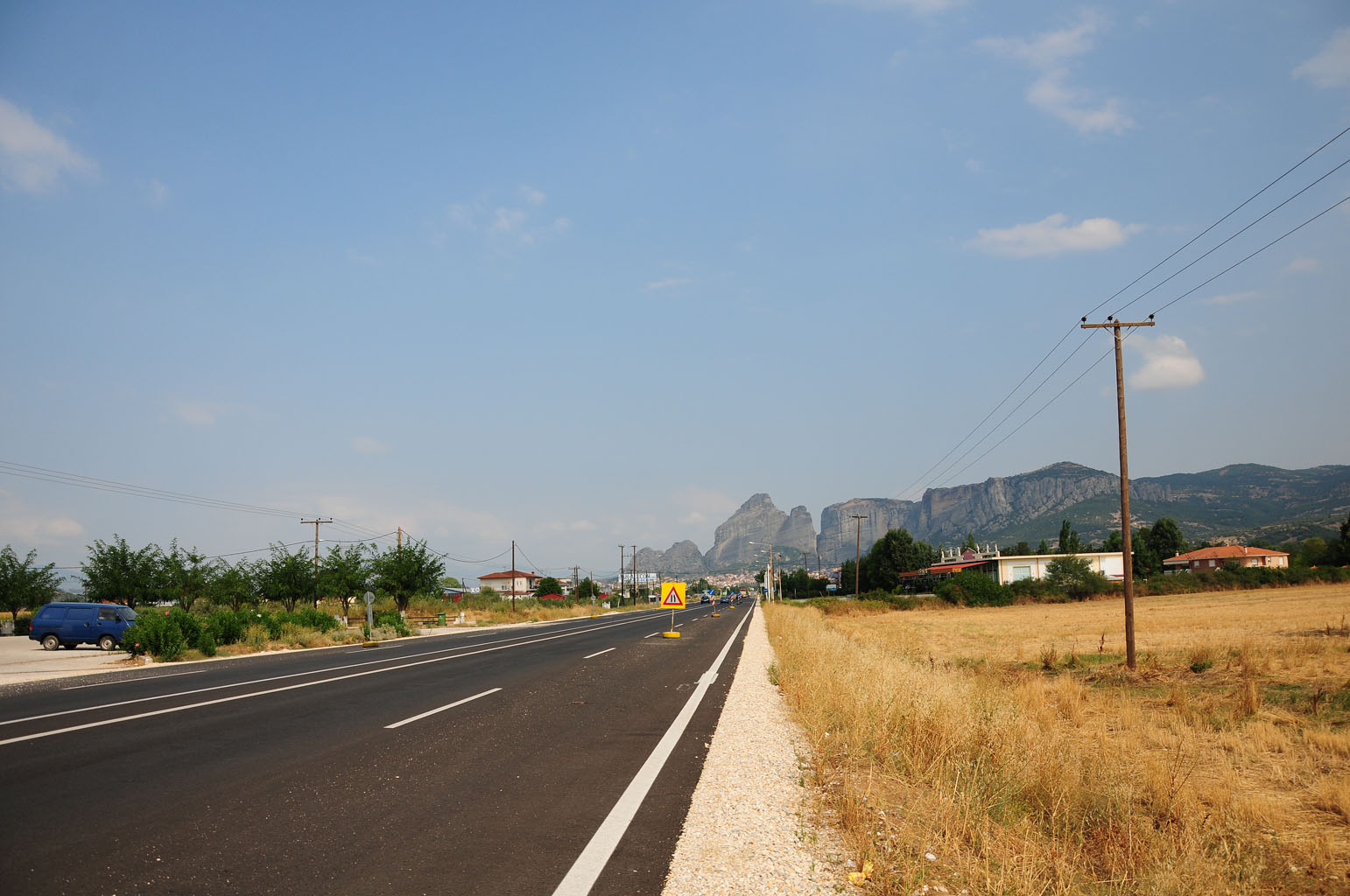
Tronçon de Tríkala à Kalambáka.